# Semi-dieplader

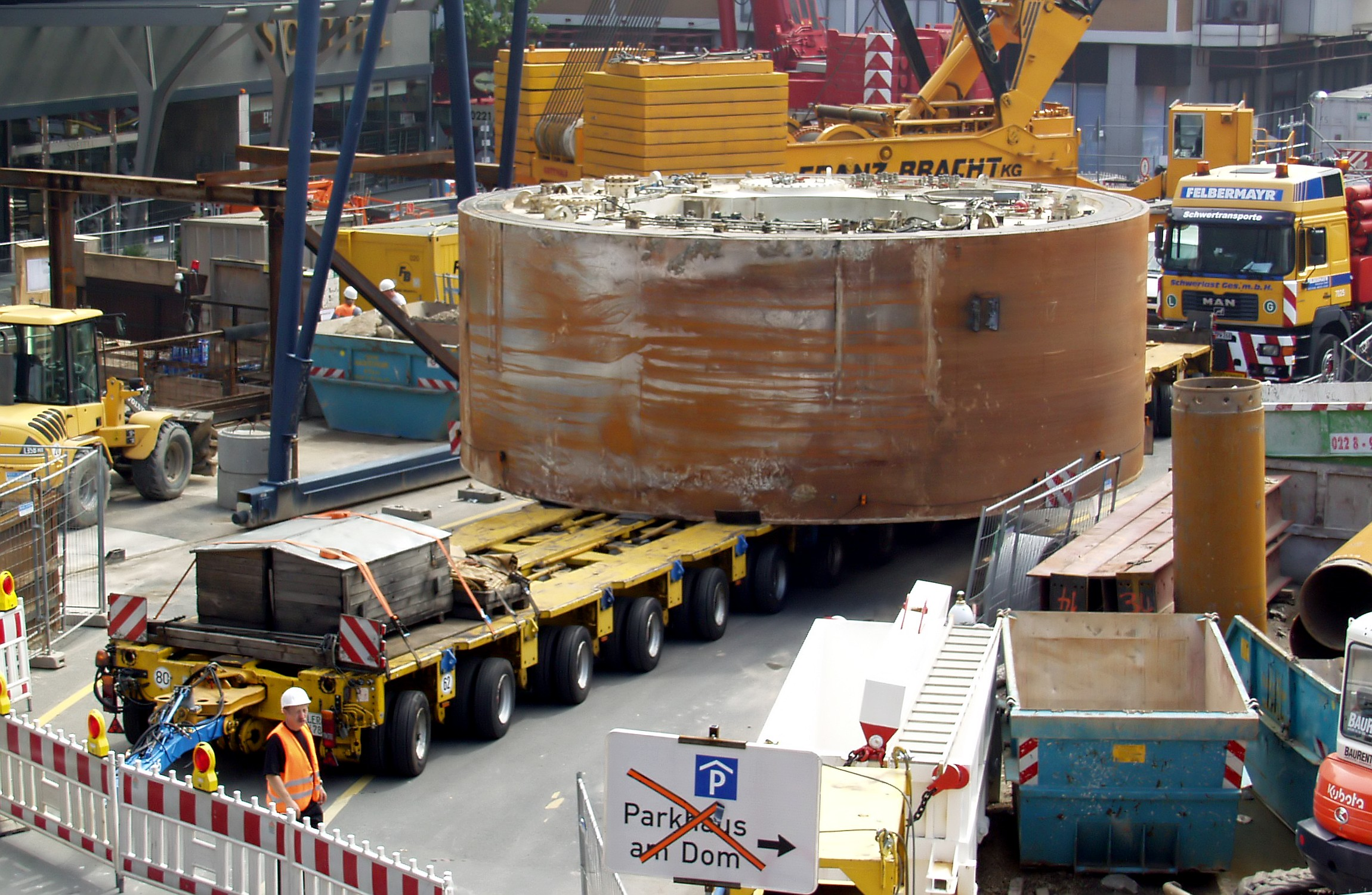
Deel van een tunnelboormachine geladen op een semi-dieplader

Een semi-dieplader is een soort oplegger die gebruikt wordt voor het vervoer van ondeelbare ladingen.

## Constructie
De laadruimte bevindt zich achter de nek van de oplegger tot achteraan over de achterste assen. Hierdoor kan een hogere lading meegenomen worden, echter minder hoog dan bij een dieplader doordat boven de assen wordt geladen. Indien hoge lading op een gewone oplegger wordt vervoerd, is het transport meestal hoger dan toegelaten in het verkeersreglement en kunnen er problemen optreden als er onder bruggen door moet worden gereden.
De gemiddelde hoogte van een semi-dieplader varieert tussen de 0,80 meter en 1 meter, afhankelijk van de bandenmaat. Kleinere banden hebben over het algemeen minder laadvermogen en kennen meer bandenslijtage. Grotere banden zijn stugger en bieden meer laadvermogen.
Voor zwaardere ladingen zijn er semi-diepladers met meerdere assen, of met meerdere wielen per as.
Om torsie van de assen in bochten te verminderen, zijn deze assen stuurbaar uitgevoerd.
Met een semi-dieplader behoeft, in tegenstelling tot bij een dieplader, geen rekening te worden gehouden met de bodemvrijheid.